# 2,4-Динитрофенол
2,4-Динитрофенол (2,4-ДНФ также ДНФ) — нитропроизводное фенола, имеющее химическую формулу HOC6H3(NO2)2. Использовалось в производстве взрывчатых веществ, а также в качестве пестицида и гербицида.
У людей ДНФ вызывает дозозависимое митохондриальное разъединение и последующую быструю потерю АТФ в виде тепла, приводя к неконтролируемой гипертермии — до 44 °C (111 °F) — и смерти в случае передозировки. Исследователи заметили его влияние на повышение основного обмена веществ при случайном воздействии и разработали его как один из первых препаратов для похудения в начале двадцатого века. ДНФ был запрещен для использования человеком к концу 1930-х годов из-за риска смерти и токсических побочных эффектов. ДНФ продолжает использоваться после его запрета и пережил всплеск популярности после того, как он стал доступен в Интернете.

## Химические свойства
При нормальных условиях кристаллическое твёрдое вещество жёлтого цвета, имеющее сладковатый и затхлый запах. Сублимирует, улетучивается с водяным паром, растворяется в большинстве органических растворителей, а также в водно-щелочных растворах. Относится к семейству динитрофенолов.
Синтез ДНФ осуществляется посредством гидролиза 2,4-динитрохлорбензола. Другие пути синтеза ДНФ включают нитрование хлорбензола, нитрование бензола диоксидом азота и нитратом ртути, окисление 1,3-динитробензола и нитрование фенола азотной кислотой.
Взрыв пыли возможен при использовании ДНФ в порошкообразной или гранулированной форме в присутствии воздуха. ДНФ может проявлять взрывные свойства при ударе, трении, сотрясении и нагревании. Он образует взрывоопасные соли с сильными основаниями, а также с аммиаком и выделяет токсичные пары диоксида азота при нагревании до разложения. Фугасность ДНФ составляет 81% от силы тротила, согласно тесту Трауцля со свинцовым блоком.

## Использование

#### В промышленности
ДНФ используется в качестве антисептика, а так же в качестве неселективного биоаккумулятора пестицидов. Является прекурсором в производстве сернистых красителей, антисептиков для древесины и некоторых гербицидов, в том числе диносеба и динотерба.
С 1998 года ДНФ был выведен из сельскохозяйственного применения. В настоящее время ни в Соединенных Штатах, ни в Европе нет активно регистрируемых пестицидов, содержащих ДНФ. Диносеб используется в промышленности в качестве ингибитора полимеризации при производстве стирола. В 2023 году Министерство внутренних дел заявило, что не может определить какое-либо законное промышленное применение ДНФ в Соединенном Королевстве.
Является промежуточным химическим продуктом при производстве сернистых красителей, консервантов для древесины и пикриновой кислоты. ДНФ, являющийся прекурсором 2,4,6-тринитротолуола (ТНТ), также используется для изготовления проявителей фотографий и взрывчатых веществ. ДНФ классифицируется как взрывчатое вещество в Соединенном Королевстве и Соединенных Штатах.

#### Для людей
ДНФ увеличивает энергозатраты на 30-40 процентов и приводит к потере веса на 0,7–0,9 килограмма (1,5–2,0 фунта) в неделю. Хотя ДНФ больше не используется в клинической практике в качестве препарата для похудения из-за его опасных побочных эффектов, механизм его действия по-прежнему изучается как потенциальный подход к лечению ожирения и неалкогольной жировой болезни печени. Исследователи разработали пролекарство HU6, которое метаболизируется в печени до ДНФ для обеспечения более стабильных концентраций в крови. HU6 завершил исследование II фазы, в ходе которого он привел к значительному снижению содержания жира в печени и массы тела у людей с избыточным весом и повышенным содержанием жира в печени без серьезных побочных эффектов. 
ДНФ используется бодибилдерами, любителями фитнеса и людьми с расстройствами пищевого поведения для похудения. Профиль пользователя аналогичен профилю пользователя анаболических стероидов; многие считают его эффективным и с управляемыми рисками. Несмотря на предупреждения регулирующих органов о вреде для здоровья, ДНФ легко доступен в Интернете, иногда под другими названиями, такими как Dinosan, Dnoc, Solfo Black, Нитрофен, Альдифен и Хемокс. ДНФ часто продается в таблетках, содержащих от 100 до 200 мг, и может продаваться вместе с другими веществами, такими как анаболические стероиды и тироксин. Он также может содержаться в качестве примеси в других добавках для бодибилдинга, которые не рекламируются как содержащие ДНФ. Онлайн-доски объявлений предоставляют информацию о дозировке и режимах применения ДНФ, а также описывают риски, связанные с приемом препарата, и дают рекомендации о том, как смягчить гипертермию. Согласно исследованию, опубликованному в 2023 году, наиболее распространенные дозы, о которых сообщалось, составляли от 150 до 300 мг/сут. В период с 2010 по 2020 год количество сообщений о передозировках в Австралазии, Европе и Северной Америке было выше, чем в Азии, Африке и Южной или Центральной Америке. 

## Биохимия

##### Механизм действия
В живых клетках ДНФ работает как протонный ионофор, который может переносить протоны (ядра атомов водорода) через биологические мембраны. Снижает протонный градиент на мембранах митохондрий и хлоропластов, уменьшая протон-движущую силу, которую клетка использует для синтеза АТФ. Энергия протонного градиента, необходимая для синтеза АТФ, выделяется в виде тепла. 

##### Фармакокинетика
Информация о фармакокинетике и фармакодинамике ДНФ у людей ограничена. ДНФ метаболизируется через нитровосстановление. 

## Побочные эффекты для здоровья человека
ДНФ является высокотоксичным соединением. Приём ДНФ внутрь приводит к увеличению уровня основного обмена, тошноте, рвоте, потливости, головокружению, головной боли и потере веса. Постоянное пероральное воздействие ДНФ может привести к образованию катаракты и поражений кожи, а также оказать негативное влияние на костный мозг, центральную нервную систему и сердечно-сосудистую систему. С другой стороны, лабораторные мыши или крысы, которые всю жизнь получали небольшие дозы ДНФ, имеют большую продолжительность жизни. ДНФ также показал свою эффективность в экспериментальных моделях диабета у крыс.

##### Передозировка
Передозировка чрезвычайно опасна. В токсикологических центрах сообщалось о случаях со смертельным исходом в 11,9% в период с 2010 по 2020 год. 

## История
Академик Стэнфордского университета Морис Л. Тейнтер узнал об эффекте ДНФ в повышении скорости метаболизма и потере веса и стал пионером его использования в качестве препарата для снижения веса. Хотя он знал об узком терапевтическом индексе ДНФ, Тейнтер исследовал препараты на пациентах с ожирением и опубликовал успешные результаты в 1933 году; средняя потеря веса составила 20 фунтов (9,1 кг), и большинство пациентов не сообщали о побочных эффектах. В 1934 году Тейнтер подсчитал, что по меньшей мере 100 000 человек прошли лечение ДНФ в США в течение первого года его на рынке, и было зарегистрировано три случая смерти, связанных с препаратом. 
Тейнтер утверждал, что ДНФ был очень эффективен в повышении скорости метаболизма (до 50 процентов) и позволял избежать негативных последствий для кровообращения, характерных для экстракта сухой щитовидной железы — еще одного препарата для снижения веса, использовавшегося в то время. 

## Юридический статус
ДНФ запрещен для потребления человеком во многих странах. Поскольку он имеет некоторые законные применения, во многих юрисдикциях ДНФ является законным для продажи, но не для потребления человеком. В Австралии все динитрофенолы были отнесены к Категории 1 Стандартом унифицированной категоризации лекарств и ядов в 1956 году. В феврале 2017 года ДНФ был перенесен в Категорию 10, «Вещества, представляющие такую опасность для здоровья, что требуют запрета на продажу, поставку и использование». С 1 октября 2023 года ДНФ был классифицирован как регулируемый яд в Великобритании. Это запрещенное вещество (класс F4) в Бразилии. В США ДНФ классифицируется как исследуемый новый препарат; он получил статус орфанного препарата для лечения болезни Хантингтона. ДНФ запрещен Всемирным антидопинговым агентством с 2015 года. 

## Список литературы
1. ↑  (not translated to ru), Williams A., Andrew S.I.D. Lang Jean-Claude Bradley Open Melting Point Dataset — 2014. — doi:10.6084/M9.FIGSHARE.1031637.V2
2. ↑  The Merck index : an encyclopedia of chemicals, drugs, and biologicals (англ.). — 11th ed., centennial. — Rahway, N.J., U.S.A.: Merck. — P. 1900. — ISBN 091191028X.
3. ↑  Gerald Booth "Nitro Compounds, Aromatic" in "Ullmann's Encyclopedia of Industrial Chemistry" 2007; Wiley-VCH, Weinheim. Дата обращения: 22 января 2018. Архивировано из оригинала 19 апреля 2016 года.
4. ↑  2,4-Dinitrophenol. Environmental Protection Agency. Дата обращения: 15 октября 2017. Архивировано 11 ноября 2017 года.
5. ↑  Grundlingh, Johann. 2,4-dinitrophenol (DNP): a weight loss agent with significant acute toxicity and risk of death (англ.) // Journal of Medical Toxicology: Official Journal of the American College of Medical Toxicology : journal. — 2011. — September (vol. 7, no. 3). — P. 205—212. — ISSN 1937-6995. — doi:10.1007/s13181-011-0162-6. — PMID 21739343. Архивировано 31 января 2018 года.
6. ↑  Public Health Service, U.S. Department of Health and Human Services; Public Health Service, U.S. Department of Health and Human Services. Toxicological Profile for Dinitrophenols (неопр.). — Agency for Toxic Substances and Disease Registry, 1995.
7. ↑  Caldeira da Silva CC, Cerqueira FM, Barbosa LF, Medeiros MH, Kowaltowski AJ. Mild mitochondrial uncoupling in mice affects energy metabolism, redox balance and longevity // Aging Cell. — 2008. — С. 52—60.
8. ↑  Perry RJ, Zhang D, Zhang XM, Boyer JL, Shulman GI. Controlled-release mitochondrial protonophore reverses diabetes and steatohepatitis in rats (англ.) // Science. — 2015. — 13 March. — P. 1253—1256.